# Warmington (Warwickshire)
Pour les articles homonymes, voir Warmington.
Warmington est un village et une paroisse civile du Warwickshire, en Angleterre.